# سراى المرقب (المخادر)

تعديل مصدري - تعديل

سراى المرقب محلة تابعة لقرية بضعة، التابعة لعزلة بضعة بمديرية المخادر إحدى مديريات محافظة إب في الجمهورية اليمنية، بلغ تعداد سكانها 20 حسب تعداد اليمن لعام 2004.